# Грезе, Ирма
И́рмгард (И́рма) И́да И́льза Гре́зе (нем. Irmgard (Irma) Ida Ilse Grese; 7 октября 1923[…], Врехен, Свободное государство Пруссия, Веймарская республика — 13 декабря 1945[…], Тюрьма Хамельн, Британская зона оккупации Германии, Германия) — нацистская военная преступница, ауфзеерин СС (надзирательница СС) нацистских лагерей смерти Равенсбрюк, Освенцим и Берген-Бельзен. Казнена в 1945 году по приговору британского военного трибунала.

## Детство и юность
Ирма Грезе родилась 7 октября 1923 года в сельской местности близ Пазевалька (Мекленбург). Её родителями были крестьянин Альфред Грезе и его жена Берта Грезе. Кроме Ирмы, у них было ещё четверо детей (две девочки и два мальчика).
В 1936 году, когда Ирме было 13 лет, её мать покончила с собой. В 1937 году отец вступил в НСДАП. До 15 лет девушка посещала школу. В 15 лет бросила школу и вступила в Союз немецких девушек, где хорошо зарекомендовала себя. После школы год проработала в Имперской службе труда, затем полгода на сельскохозяйственных фермах и ещё полгода в магазине в Лихене, после чего два года работала медсестрой в санатории Хоэнлихен. Пожелав обучиться на медсестру, она подала соответствующую заявку на бирже труда, но вместо этого её направили работать на молочный завод в Фюрстенберге.

## Работа в концлагерях
В 1942 году, несмотря на недовольство отца, 19-летняя Ирма вступила во вспомогательные подразделения СС и стала кригсхельфериннен СС. В том же году она снова подала заявку на обучение медсестры, но учитывая активность, которую она проявляла в Союзе немецких девушек, ей оказали доверие и сразу направили работать надзирательницей в концлагерь Равенсбрюк, где она спустя небольшое время уже руководила небольшими рабочими командами.
В марте 1943 года она была переведена в одно из подразделений Аушвица — Биркенау, где какое-то время работала телефонисткой, а затем руководила отделом дорожного строительства и садоводства. В мае 1944 года она получила должность старшей надзирательницы в женской части лагеря, то есть стала вторым лицом в лагерном персонале после коменданта.

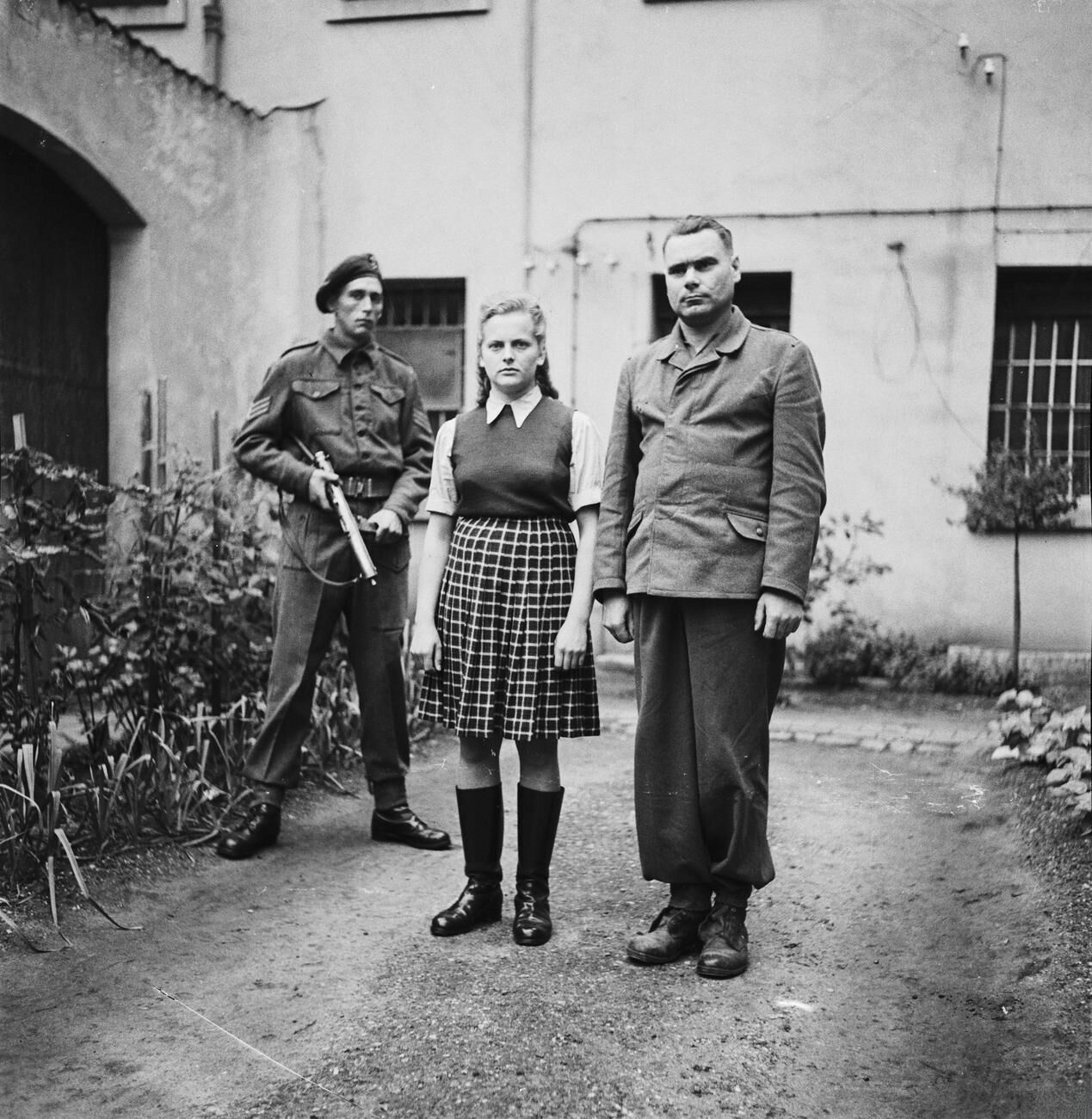
Пленённые Ирма Грезе (в центре) и Йозеф Крамер (справа)

К концу 1944 года ей подчинялись уже два блока с заключёнными-мужчинами в основном лагере. В Освенциме она оставалась вплоть до момента эвакуации лагеря — 18 января 1945 года, после чего руководила транспортировкой узников в концлагерь Равенсбрюк. Оттуда в начале марта 1945 года она руководила эвакуационным транспортом в концлагерь Берген-Бельзен. В Берген-Бельзене она была назначена руководителем службы занятости, но успела там проработать менее месяца и уже 17 апреля вместе с другими сотрудниками лагеря была взята в плен британскими войсками. Сразу после пленения всех их принудили собирать и хоронить в братских могилах тела умерших узников. Спустя месяц, 17 мая Грезе была отправлена в тюрьму Целле, 13 сентября её перевели в тюрьму Люнебурга, где она оставалась до 17 сентября.

## Бельзенский процесс

### Суд
17 сентября 1945 года начался Бельзенский процесс, который проходил по 17 ноября в соответствии с британским военным законодательством. В рамках этого процесса перед судом предстала группа из 45 обвиняемых, в числе которых были представители администрации лагеря Берген-Бельзен, в том числе женщины — ауфзеерин СС Иоганна Борман, старшая надзирательница Элизабет Фолькенрат и Ирма Грезе. Ирма Грезе давала показания 16 и 17 октября. Кроме того, всем обвиняемым было разрешено самим выбрать себе свидетелей защиты, которые смогут дать показания в их пользу. Ирма Грезе выбрала свою младшую сестру Хелену.  
Хелена Грезе заявила, что в школьные годы Ирма не была склонна к насилию, в частности старалась избегать драк. Сама Ирма заявила, что когда в 1942 году её направили работать надзирательницей в Равенсбрюк, она была против этого, и что даже став вторым лицом в лагере Биркенау, не хотела всю жизнь оставаться надзирательницей, а мечтала о послевоенной карьере кинозвезды. 
Тем не менее многочисленные выжившие заключённые лагеря свидетельствовали о том, что она быстро вошла во вкус и прославилась своей жестокостью. Среди её прозвищ были «Светловолосый дьявол», «Ангел смерти», «Прекрасное чудовище». Она носила тяжёлые сапоги, при ней всегда, помимо пистолета, был плетёный кнут. Для издевательств над заключёнными она использовала эмоциональные и физические методы, пытки и телесные наказания, забивала женщин-заключённых насмерть, приказывала долго держать собак голодными, чтобы потом натравливать их на жертв, произвольно отбирала десятки заключённых для отстрела и сотни для отправки в газовые камеры. Всё это она делала не по приказу свыше, а по собственной инициативе, получала от этого удовольствие и делала это именно с целью получения удовольствия.
В западной послевоенной прессе обсуждались возможные сексуальные девиации и многочисленные связи Ирмы Грезе с офицерами СС из лагерной администрации, прежде всего с лагерфюрером Освенцима (позднее комендантом Берген-Бельзена) Йозефом Крамером, известным как «Бельзенский зверь», и с доктором Йозефом Менгеле.

### Приговор и казнь
Ирма Грезе была признана виновной в многочисленных преступлениях, совершённых в период службы в женских подразделениях Освенцима и в период службы в Берген-Бельзене, и приговорена к смертной казни через повешение вместе с другими 10 осуждёнными. Она не признала себя виновной и подавала прошения о помиловании, но они были отклонены. В ночь накануне казни она находилась в одной камере с Элизабет Фолькенрат, и они распевали нацистские песни. Приговор был приведён в исполнение в Гамельнской тюрьме палачом Альбертом Пирпойнтом 13 декабря 1945 года в 10:03 утра. 
Сам Пирпойнт сохранил о том дне такие воспоминания:
Мы поднялись по лестнице к камерам, где ждали приговорённые. Немецкий офицер распахнул дверь, ведущую в коридор, и мы прошли мимо ряда лиц в камеру для казни. Офицеры встали по стойке смирно. Бригадир Патон-Уолш стоял, подняв свои наручные часы. Он подал мне сигнал и в камере послышался вздох облегчения, я вышел в коридор. «Ирма Грезе», — позвал я. Немецкие охранники быстро закрыли все решетки на двенадцати смотровых отверстиях и открыли одну из дверей. Ирма Грезе вышла. Камера была слишком мала, чтобы я мог войти внутрь, и мне пришлось перехватить её в коридоре. «Follow me» («Следуйте за мной»), — сказал я по-английски и О'Нил [ассистировавший Пирпойнту сержант-майор полка британской армии Ричард Энтони О'Нил] повторил приказ по-немецки. В 9:34 утра она вошла в камеру для казни, быстро оглядела чиновников, стоявших вокруг неё, затем направилась к центру ловушки, где я сделал отметку мелом. Она очень твёрдо стояла на этой отметке и, когда я надел ей на голову белый мешок, произнесла своим томным голосом: «Schnell» («Быстрее»). Она полетела вниз, и доктор последовал за мной в яму и констатировал её смерть. Через двадцать минут тело достали и поместили в гроб, готовый к погребению.
После казни тело Ирмы Грезе вместе с телами другими казнённых нацистских преступников было похоронено на территории находившегося при Гамельнской тюрьме кладбища Вель. В середине 1980-х годов здание тюрьмы, а вместе с ним и кладбище были ликвидированы.
Ирма Грезе стала самой молодой женщиной, казнённой в 20-м столетии под британской юрисдикцией.